# Bitva u Baeculy
V bitvě u Baeculy, svedené během druhé punské války v roce 208 př. n. l., se Římané pod velením Publia Cornelia Scipiona střetli s Kartáginci v čele s Hadrubalem Barkou. Římané dokázali své protivníky vypudit z jejich výhodného obranného postavení a způsobit jim značné ztráty. Scipio tím dosáhl svého prvního velkého vítězství nad Kartáginci v otevřené bitvě. Poražený Hasdrubal ale unikl s jádrem vojska na sever k Pyrenejím a poté vyrazil do Itálie podpořit svého bratra Hannibala.

## Předchozí vývoj

Pyrenejský poloostrov ovládaný Kartaginci v předchozích letech 237–206 př. n. l.

Na jaře 209 př. n. l. dobyl římský vojevůdce Publius Cornelius Scipio náhlým a překvapivým výpadem Nové Kartágo (dnešní Cartagena), nejvýznamnější oporu punské moci na Iberském poloostrově. Díky tomu získal značné množství zbraní, zásob potravin a válečného materiálu, uskladněných ve městě. Punové zadržovali v Novém Kartágu stovky rukojmích z řad domorodé hispánské aristokracie. Scipio je propustil do svých domovů, čímž si zajistil náklonnost místních kmenů.
V Ibérii působily tehdy tři kartaginské armády pod velením Hasdrubala Barky, Magona Barky a Hasdrubala Gisgona, mající nad římským vojskem výraznou početní převahu. Kartaginští vojevůdci své výhody nijak nevyužili a proti Scipionovi ve zbytku roku 209 př. n. l. nic nepodnikli. Scipio setrval v Novém Kartágu patrně až do října, kdy se vydal na severovýchod do města Tarraco (Tarragona) a strávil zde nadcházející zimu. Tam za ním dorazil Edeko, vládce mocného kmene Edetanů, obývajícího pobřežní území jižně od řeky Hiberus (Ebro), a přidal se na jeho stranu. Edetany brzy následovaly další kmeny. Někdy v téže době se Hasdrubal Barkas, velitel nejbližší kartaginské armády, potýkal s opačnou situací, neboť od něho odpadli ilergetští náčelníci Indibilis a Mandonius. Obdobně se zachovala i většina ostatních Hispánů, protože podle Polybia špatně snášeli kartaginskou povýšenost.
Scipio se mezitím připravoval na nové tažení, přičemž rozpustil své válečné loďstvo a uvolněné námořníky přeřadil k vojsku. Na jaře 208 př. n. l. vyrazil z Tarracony a postupoval podél pobřeží na jih. Poté, co minul Saguntum, zamířil do vnitrozemí a od východu pronikl do údolí řeky Baetis (Guadalquivir). Během pochodu posílilo římské vojsko mnoho Hispánů, jejichž počet odhadují někteří historikové na 6 až 12 000. K Římanům se připojil také Indibilis a táhl společně s nimi proti Hasdrubalovi. Celkový počet Scipionových vojáků činil více než 40 000. Hasdrubalovo vojsko, zdržující se u města jménem Baecula (Bailén) v oblasti Castulonu, bylo méně početné než Scipionovo a čítalo zhruba 20 až 25 000 mužů.

## Bitva
Jakmile Římané postoupili k Baecule, jejich lehkooděnci napadli předsunuté punské jezdecké stráže a zahnali je do tábora. Hasdrubal přemístil v noci svůj tábor na nedaleký pahorek, chráněný vzadu řekou a lemovaný ze všech stran strmými svahy. Před ním se nacházel o něco nižší pahorek, rovněž obklopený příkrými svahy, ztěžujícími výstup. Punský velitel tam vyslal numidské jezdce a baleárské a africké lehkooděnce.
Scipio při pohledu na vyvýšené obranné postavení nepřátel zpočátku váhal se zahájením útoku. Po dvou dnech vyčkávání pojal však obavu z příchodu vojsk Magona a Hasdrubala Gisgona. Někteří novodobí badatelé se domnívají, že ho Hasdrubal zamýšlel vlákat do bitvy proti spojeným silám všech tří kartaginských armád. Scipio ale musel obdržet informaci o tom, že se blíží ostatní punští velitelé, a rozhodl se Hasdrubala napadnout dříve, než ho nepřátelé obklíčí. Přikázal dvěma kohortám, aby zablokovaly přístupové cesty k místu bitvy. Současně nařídil lehkooděncům (velites) a vybraným vojákům pěchoty zaútočit na nižší pahorek, kdežto většinu mužů ponechal v táboře.
Vojáci stoupající na pahorek se nejprve museli vypořádat s neschůdností drsného terénu a posléze s velkým množstvím střel, jimiž je zasypávali Punové. Navzdory přívalu oštěpů a kamenů Římané opětovali palbu a pozvolna se probíjeli nahoru. Jejich houževnatému náporu nedokázali Punové odolat a s citelnými ztrátami ustoupili na vyšší pahorek.
Podle Polybiova líčení Hasdrubal nepředpokládal, že by se Scipio odvážil zdolat jeho výhodné postavení. Vyčkával proto výsledku střetu lehkooděnců, a teprve když viděl, že jeho muži boj prohrávají, zahájil rozmisťování jádra své armády na rovinatém vrcholu vyššího pahorku. Scipio rozkázal vítězícím lehkooděncům, aby vyrazili proti středu punské bitevní linie. Ostatní vojáky rozdělil na dvě poloviny. S jednou z nich vyrazil na pahorek z levé strany s úmyslem napadnout kartaginské pravé křídlo. Druhá polovina pod velením Gaia Laelia měla učinit totéž na levém křídle nepřítele. Hasdrubal právě vyváděl vojsko z tábora, nicméně jeho předchozí otálení způsobilo, že své muže nestihl seřadit včas. Punové totiž ještě neobsadili prostor na svých křídlech, když Římané vystoupali na vrchol a vpadli do jejich nekrytých boků. Jelikož se chystali na čelní střet, Scipionův manévr je naprosto zaskočil. Římané pobíjeli Puny na obou stranách, vyvolávali mezi nimi zmatek a obraceli je na útěk. Hasdrubal pochopil, že jeho bitevní šik se rozpadá, a upustil od dalšího boje. Se svými válečnými slony, pokladnicí a značnou částí vojska ustoupil za řeku nacházející se za pahorkem. Několik tisíc Punů přišlo o život a asi 10 000 pěšáků a 2000 jezdců padlo do zajetí.

## Důsledky

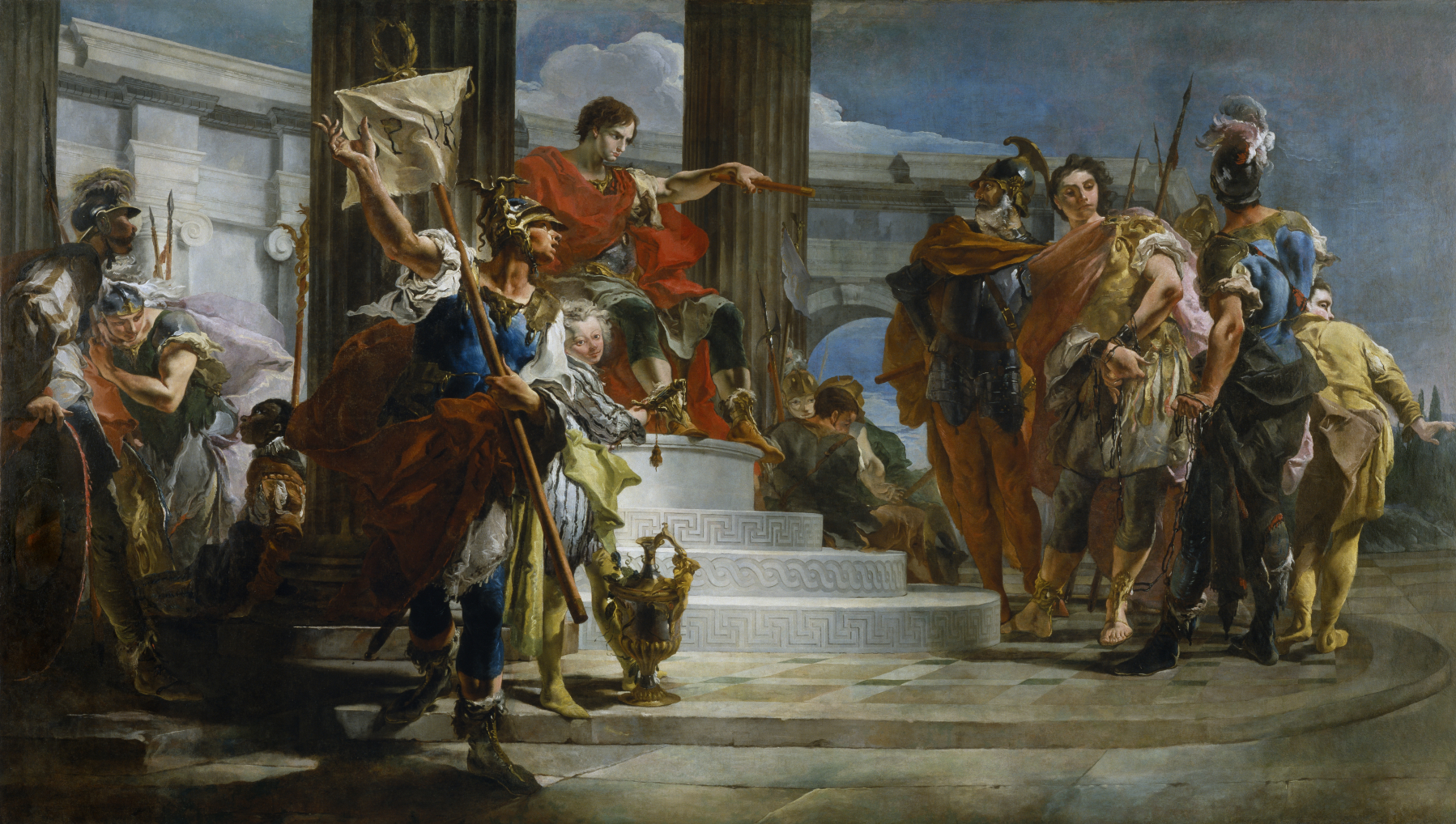
Giovanni Battista Tiepolo, Scipio propouští Massivu

Ihned po bitvě přesunul Scipio svůj tábor na výšiny, z nichž vypudil Hasdrubala, neboť očekával příchod ostatních punských velitelů. O několik dnů později se Hasdrubal Gisgo a Mago spojili s Hasdrubalem někde poblíž horního toku řeky Tagus (Tajo). Uspořádali válečnou poradu, na níž se dohodli, že Hasdrubal se vydá na dlouho odkládané tažení do Itálie. Mago měl odevzdat své vojsko Hasdrubalu Gisgonovi a vypravit se na Baléarské ostrovy naverbovat žoldnéře. Hasdrubal Gisgo se měl stáhnout hluboko do Lusitánie a vyvarovat se střetu s Římany.
V souladu se závěry porady se Hasdrubal vydal na pochod podél Tagu směrem k pyrenejským průsmykům. Blízkost ostatních punských sil odradila zřejmě Scipiona od toho, aby se ho pokoušel pronásledovat a bránit mu ve výpravě do Itálie. Místo toho vyčlenil část vojáků a vyslal je k Pyrenejím, aby sledovali jeho postup. Tím, že Hasdrubal opustil Hispánii, stáhl z poloostrova jednu ze tří kartaginských armád, takže poměr sil nepříznivý dosud pro Římany se poněkud vyrovnal. 
Scipio nadále zůstával v oblasti horní Baetis a přijímal poselstva hispánských šlechticů, zdravících ho jako „krále“. Římský vojevůdce ale velkomyslně odmítl, aby ho takto oslovovali, a vybídl je, ať ho raději nazývají „vrchním velitelem“ (imperator). Zajaté Hispány nechal propustit bez výkupného, zatímco Afričany dal prodat do otroctví. Mezi zajatci se nacházel synovec numidského prince Masinissy jménem Massiva. Scipio ho pustil na svobodu a s bohatými dary ho poslal k Masinissovi. Indibilisovi dovolil, aby si z ukořistěných koní vybral 300 pro sebe. Když roční doba pokročila, odebral se přezimovat do Tarracony.

### Prameny
- LIVIUS. Dějiny V. Praha: Svoboda, 1975
- POLYBIOS. Dějiny III. Praha: Arista, Baset, Maitrea, TeMi CZ, 2011. ISBN 978-80-86410-62-3